# Aenigmatopoeus colyeri
Aenigmatopoeus colyeri är en tvåvingeart som beskrevs av Schmitz 1958. Aenigmatopoeus colyeri ingår i släktet Aenigmatopoeus och familjen puckelflugor. Inga underarter finns listade i Catalogue of Life.